# Lijst van oorlogsmonumenten in Woudenberg
De Nederlandse gemeente Woudenberg heeft 3 oorlogsmonumenten. Hieronder een overzicht.
| Nr.  | Object                  | Herdachte groep                                                         | Ontwerper                                                      | Onthulling      | Type            | Locatie                                | Plaats     | Coördinaten                  | Foto                    |
| ---- | ----------------------- | ----------------------------------------------------------------------- | -------------------------------------------------------------- | --------------- | --------------- | -------------------------------------- | ---------- | ---------------------------- | ----------------------- |
| 678  | Gedenkmonument          | Algemeen                                                                |                                                                | 5 juni 1970     | beeld/sculptuur | Parklaan 1                             | Woudenberg | 52° 4' 52" NB, 5° 24' 55" OL | Gedenkmonument          |
| 1949 | Verzetsmonument         | militairen in dienst van het Ned. Kon. na 1945, verzet Nederland, allen | Dhr. G. Kleinveld (ontwerp), Firma G. Wolfswinkel (uitvoering) | 4 mei 1947      | zuil            | Voorstraat 63, 3931 HC                 | Woudenberg | 52° 4' 56" NB, 5° 24' 31" OL | Verzetsmonument         |
| 3499 | Fusillademonument       | burgerslachtoffers                                                      |                                                                | 1992            | gedenksteen     | Treekerweg                             | Woudenberg | 52° 5' 39" NB, 5° 20' 26" OL | Meer afbeeldingen       |
| 4634 | Vliegersmonument        | geallieerde militairen                                                  |                                                                | 7 december 2024 | plaquette       | Hamersveldseweg 146a, 3822 BG          | Woudenberg |                              |                         |
|      | Commonwealth War Graves | geallieerde militairen                                                  |                                                                |                 | grafmonument    | Henschoterlaan, Algemene begraafplaats | Woudenberg | 52° 4' 53" NB, 5° 24' 20" OL | Commonwealth War Graves |

Amersfoort ·
Baarn ·
Bunnik ·
Bunschoten ·
De Bilt ·
De Ronde Venen ·
Eemnes ·
Houten ·
IJsselstein ·
Leusden ·
Lopik ·
Montfoort ·
Nieuwegein ·
Oudewater ·
Renswoude ·
Rhenen ·
Soest ·
Stichtse Vecht ·
Utrecht ·
Utrechtse Heuvelrug ·
Veenendaal ·
Vijfheerenlanden ·
Wijk bij Duurstede ·
Woerden ·
Woudenberg ·
Zeist